# Indigofera sticta
Indigofera sticta är en ärtväxtart som beskrevs av William Grant Craib. Indigofera sticta ingår i släktet indigosläktet, och familjen ärtväxter. Inga underarter finns listade i Catalogue of Life.